# Tegostoma anaemicalis
Tegostoma anaemicalis is een vlinder uit de familie van de grasmotten (Crambidae), uit de onderfamilie van de Odontiinae. De wetenschappelijke naam van deze soort is voor het eerst voorgesteld als Noctuelia anaemicalis door George Francis Hampson in een publicatie uit 1900.

## Verspreiding
De soort komt voor in Algerije en Iran.

## Ondersoorten
- Tegostoma anaemicalis anaemicalis (Hampson, 1900) (Algerije)
- Tegostoma anaemicalis chirazalis (Amsel, 1949) (Iran)